# Anna Csillag

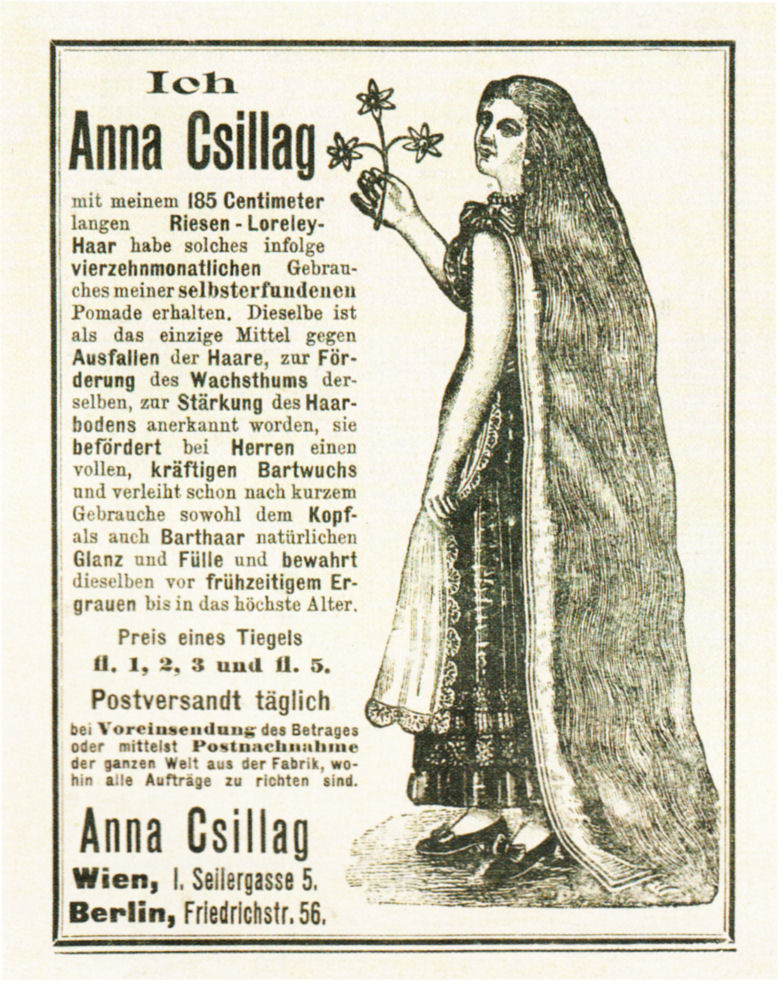
Die übliche Werbeanzeige der Anna Csillag, hier aus dem Magazin Wiener Mode vom 1. Oktober 1901 (S. 51)

Anna Csillag (geboren 1852 in Egersee als Anna Altstädter; gestorben 5. Januar 1940 ebenda)  war eine österreichisch-ungarische Unternehmerin, die durch ihre zahllosen Zeitungsannoncen im späten 19. und frühen 20. Jahrhundert große Bekanntheit erlangte.

## Leben
Über Anna Csillags privates wie geschäftliches Leben sind einige Eckdaten bekannt, vieles liegt aber im Dunkeln. Sie wurde 1852 in Egersee in Ungarn als Tochter von Mór Altstädter und Háni Rechnitzer geboren. 1876 eröffnete sie ihr Pflegemittel-Unternehmen, das sie in den ersten Jahren aus Budapest und Wien betrieb. Die 1894 offiziell registrierte Wiener Zweigstelle wurde ab 1899 von ihrem Bruder Bernhard Altstädter (1858–1925) geleitet und bestand als zwischenzeitlich arisiertes Unternehmen bis 1982 fort. Zwischen den späten 1880er- und den 1920er-Jahren war Csillag zudem in Berlin vertreten; ab 1934 war ihr Unternehmen in ihrem Geburtsort Zalaegerszeg registriert. Ihr Ehemann Samu Csillag betrieb möglicherweise parallel zu den Unternehmungen seiner Frau in Berlin eine „Ungarweinhandlung und Ausschank“. Csillag starb 1940 in Zalaegerszeg. Ihr Unternehmen produzierte und verkaufte unter anderem Seifen, Bürsten, Kämme und Teesorten, am bekanntesten war die von ihr verkaufte Pomade zur Förderung des Haarwachstums. Jene Produkte waren eher einfacher Natur: Laut zeitgenössischer chemischer Analysen war ihre Seife nichts weiter als eine Toilettenseife von „schlechtester Qualität“; ein spezieller „Thee zum Kopfwaschen“ war simpler Kamillentee und Csillags bekannte Haarwuchs-Pomade bestand aus Fett mit ein wenig Bergamottöl, Perubalsam und vergleichbaren Zutaten.
Der Schlüssel zu Csillags Erfolg war ihre Vermarktung: Die Toilettenseife pries sie als die „beste Seife der Welt“ an, ihre Bürsten und Kämme hätten durch bestimmte Elixiere besondere Eigenschaften usw. Bekannt wurde besonders Csillags Werbekampagne für ihre Haarwuchs-Creme, für die sie um die Jahrhundertwende in zahllosen Zeitungen und Magazinen Osteuropas warb: Die stets mehr oder minder gleich aufgebauten Anzeigen fielen zunächst durch ein Bildnis der Anna Csillag als jung aussehende Frau mit körperlangem Haar auf. Ein Begleittext nahm darauf Bezug und leitete stets mit den Worten ein: „Ich, Anna Csillag, mit meinem 185 Centimeter langen Riesen-Loreley-Haar“ usw. Anschließend erklärte Csillag, sie habe dieses Haar durch die Nutzung „meiner selbsterfundenen Pomade“ erhalten, woraufhin sie die weiteren angeblichen Vorzüge dieser Pomade anpries. Demnach wirke das Wundermittel nicht nur gegen Haarausfall und fördere das Haarwachstum, sondern verleihe auch stärkeres, glänzenderes und volleres Haar, unterstütze bei Herren den Bartwuchs und bewahre die Haare „vor frühzeitigem Ergrauen bis in das höchste Alter“. Den anfänglichen Vergleich mit der Sagengestalt der Loreley nutzte Csillag besonders im deutschen Kulturraum; im slawischen Kulturraum bezog sie sich häufig auf die Sagengestalt Rusalka. Zudem passte Csillag die Sprache der Annonce der Sprache der Publikation an. Ergänzt wurden die Anzeigen gegebenenfalls durch Bilder, Referenzen und Dankesbriefe.
Effektiv war Csillags Werbestrategie deshalb, weil die Annoncen in regelmäßigen Abständen in einer großen Anzahl von Zeitungen besonders in Osteuropa erschienen. Jacob Mikanowski resümierte 2023: „So allgegenwärtig waren die Anzeigen der Anna Csillag, dass sie zur Kulisse, ja fast zum Hintergrundsummen des osteuropäischen Lebens der Belle Époque wurden.“ So überrascht es nicht, dass Csillag auch in kulturelle Werke aufgenommen wurde; unter anderem taucht sie in den Werken von Kálmán Mikszáth, Karl Kraus, Gyula Krúdy und Czesław Miłosz auf. Bruno Schulz erzählt die Geschichte, dass Csillag zunächst schütteres, wenig attraktives Haar gehabt habe, ehe sie durch Zufall eine wirksame Substanz aus Chemikalien und Kräutern entdeckte, die das Haarwachstum massiv anregte. Józef Wittlin verfasste über Csillag ein Gedicht, in dem sie zum Symbol für das verschwundene „Süße und Alberne“ in der Welt wird. Gegenstand des Gedichts mit dem Titel À la recherche du temps perdu (1933) waren Wittlins Kindheit bzw. seine Kindheitserinnerungen. Ferner inspirierte Csillag die Malerin Margit Anna zu einem Ölgemälde (Én Csillag Anna, 1977) und die Sängerin Anna Szałapak zu einem Lied (2005). Anekdotische Berichte unklarer Historizität erzählen zudem, Adolf Hitler habe in seiner Zeit als Wiener Student über die Anzeigen Csillags die Macht der Rhetorik und das „Geheimnis der Propaganda“ entdeckt.